# Episodi di Petticoat Junction (prima stagione)
La prima stagione della serie televisiva Petticoat Junction è andata in onda negli Stati Uniti dal 24 settembre 1963 al 9 giugno 1964 sulla CBS.
| nº | Titolo originale                          | Prima TV USA      |
| -- | ----------------------------------------- | ----------------- |
| 1  | Spur Line to Shady Rest                   | 24 settembre 1963 |
| 2  | Quick, Hide the Railroad                  | 1º ottobre 1963   |
| 3  | The President Who Came to Dinner          | 8 ottobre 1963    |
| 4  | Is There a Doctor in the Roundhouse?      | 15 ottobre 1963   |
| 5  | The Courtship of Floyd Smoot              | 22 ottobre 1963   |
| 6  | Please Buy My Violets                     | 29 ottobre 1963   |
| 7  | The Ringer                                | 5 novembre 1963   |
| 8  | Kate's Recipe for Hot Rhubarb             | 12 novembre 1963  |
| 9  | The Little Train Robbery                  | 19 novembre 1963  |
| 10 | Bedloe Strikes Again                      | 26 novembre 1963  |
| 11 | Uncle Joe's Replacement                   | 3 dicembre 1963   |
| 12 | Honeymoon Hotel                           | 10 dicembre 1963  |
| 13 | A Night at the Hooterville Hilton         | 17 dicembre 1963  |
| 14 | Cannonball Christmas                      | 24 dicembre 1963  |
| 15 | Herbie Gets Drafted                       | 31 dicembre 1963  |
| 16 | Bobbie Jo and the Beatnik                 | 7 gennaio 1964    |
| 17 | My Daughter the Doctor (1)                | 14 gennaio 1964   |
| 18 | Hooterville vs. Hollywood (2)             | 21 gennaio 1964   |
| 19 | Visit From a Big Star                     | 28 gennaio 1964   |
| 20 | Last Chance Farm                          | 4 febbraio 1964   |
| 21 | The Very Old Antique                      | 11 febbraio 1964  |
| 22 | The Art Game                              | 18 febbraio 1964  |
| 23 | Betty Jo's First Love                     | 25 febbraio 1964  |
| 24 | Behind All Silver, There's a Cloud Lining | 3 marzo 1964      |
| 25 | The Talent Contest                        | 10 marzo 1964     |
| 26 | Kate and the Manpower Problem             | 17 marzo 1964     |
| 27 | The Ladybugs                              | 24 marzo 1964     |
| 28 | The Hooterville Flivverball               | 31 marzo 1964     |
| 29 | Kate the Stockholder                      | 7 aprile 1964     |
| 30 | Kate and the Dowager                      | 14 aprile 1964    |
| 31 | Charley Abandons the Cannonball           | 21 aprile 1964    |
| 32 | Dog Days at Shady Rest                    | 28 aprile 1964    |
| 33 | A Millionaire for Kate                    | 5 maggio 1964     |
| 34 | Bedloe and Son                            | 12 maggio 1964    |
| 35 | Local Girl Makes Good                     | 19 maggio 1964    |
| 36 | Cave Woman (1)                            | 26 maggio 1964    |
| 37 | Kate Flat on Her Back (2)                 | 2 giugno 1964     |
| 38 | The Genghis Keane Story                   | 9 giugno 1964     |

## Spur Line to Shady Rest
- Prima televisiva: 24 settembre 1963
- Diretto da: Richard Whorf
- Scritto da: Paul Henning

### Trama
- Guest star: John Ashley (Fred), Don Washbrook (Herby Bates), Roy Roberts (Norman Curtis), Eddie Quillan (Dick), Frank Cady (Sam Drucker), Charles Lane (Homer Bedloe)

## Quick, Hide the Railroad
- Prima televisiva: 1º ottobre 1963
- Diretto da: David Alexander
- Scritto da: Mark Tuttle, Paul Henning

### Trama
- Guest star: Frank Cady (Sam Drucker), Charles Lane (Homer Bedloe)

## The President Who Came to Dinner
- Prima televisiva: 8 ottobre 1963
- Diretto da: David Alexander
- Scritto da: Seaman Jacobs, Ed James

### Trama
- Guest star: Dick O'Shea (Helicopter Pilot), Eve McVeagh (Miss. Hammond), Charles Lane (Homer Bedloe), Roy Roberts (Norman Curtis), Frank Cady (Sam Drucker)

## Is There a Doctor in the Roundhouse?
- Prima televisiva: 15 ottobre 1963
- Diretto da: David Alexander
- Scritto da: Paul Henning

### Trama
- Guest star: Charles Meredith (George Prentice), Mary Young (Lydia), Douglas Dumbrille (Dave LaSalle), Addison Richards (Frank Newton), Cheerio Meredith (Nettie), Roy Roberts (Norman Curtis)

## The Courtship of Floyd Smoot
- Prima televisiva: 22 ottobre 1963
- Diretto da: Sherman Marks
- Scritto da: Seaman Jacobs, Ed James

### Trama
- Guest star: Frank Cady (Sam Drucker), Don Washbrook (Herbie Bates)

## Please Buy My Violets
- Prima televisiva: 29 ottobre 1963
- Diretto da: David Alexander
- Scritto da: Richard Baer

### Trama
- Guest star: Phil Gordon (Mr. Gordon), George Cisar (Mr. Blake), Frank Cady (Sam Drucker), Hank Patterson (Fred Ziffel), Olan Soule (Coffee Salesman)

## The Ringer
- Prima televisiva: 5 novembre 1963
- Diretto da: David Alexander
- Scritto da: Richard Baer

### Trama
- Guest star: Don Washbrook (Herbie Bates), Dick O'Shea (Toby Gates), Henry Calvin (Pixley Fats)

## Kate's Recipe for Hot Rhubarb
- Prima televisiva: 12 novembre 1963
- Diretto da: Jean Yarbrough
- Scritto da: Dick Wesson, Joel Kane

### Trama
- Guest star: Russell Horton (Junior Hocker), George Cisar (Mr. Blake), Jack Bannon (Roger Budd)

## The Little Train Robbery
- Prima televisiva: 19 novembre 1963
- Diretto da: Sherman Marks
- Scritto da: Ed James, Seaman Jacobs

### Trama
- Guest star: Jimmy Hawkins (Lowell Rightmeyer), John Wilder (Arthur Gilroy), Norman Leavitt (Fred Thompson)

## Bedloe Strikes Again
- Prima televisiva: 26 novembre 1963
- Diretto da: David Alexander
- Scritto da: Mark Tuttle, Paul Henning

### Trama
- Guest star: John Hoyt (John Fisher), John Hubbard (Max Thornton), Charles Lane (Homer Bedloe), William Benedict (Willie), Don Washbrook (Herbie Bates), Frank Cady (Sam Drucker)

## Uncle Joe's Replacement
- Prima televisiva: 3 dicembre 1963
- Diretto da: David Alexander
- Soggetto di: Martin Roth, Dick Wesson

### Trama
- Guest star: Stephen Ellsworth (Hopper), Don Washbrook (Herbie Bates), Beverly Wills (Miss Norton), Frank Cady (Sam Drucker)

## Honeymoon Hotel
- Prima televisiva: 10 dicembre 1963
- Diretto da: Guy Scarpitta
- Scritto da: Keith Fowler, Phil Leslie

### Trama
- Guest star: Tommy Ivo (Walter Shepherd), Judee Morton (Elsie Gregg)

## A Night at the Hooterville Hilton
- Prima televisiva: 17 dicembre 1963
- Diretto da: Jean Yarbrough
- Soggetto di: Seaman Jacobs

### Trama
- Guest star: Shug Fisher (rappresentante), William Benedict (Willie), Elvia Allman (Mrs. Stroud)

## Cannonball Christmas
- Prima televisiva: 24 dicembre 1963
- Diretto da: Guy Scarpitta
- Scritto da: Paul Henning, Mark Tuttle

### Trama
- Guest star: William Benedict (Willie), Gloria Marshall (Miss Evans), Roy Roberts (Norman Curtis), Don Washbrook (Herbie Bates), Charles Lane (Homer Bedloe)

## Herbie Gets Drafted
- Prima televisiva: 31 dicembre 1963
- Diretto da: Jean Yarbrough
- Soggetto di: John Elliotte

### Trama
- Guest star: Frank Cady (Sam Drucker), Don Washbrook (Herbie Bates), Russell Horton (Junior Hocker)

## Bobbie Jo and the Beatnik
- Prima televisiva: 7 gennaio 1964
- Diretto da: Jean Yarbrough
- Scritto da: Bill Manhoff

### Trama
- Guest star: Hugh Sanders (Roger Stanley), Dennis Hopper (Alan Landman)

## My Daughter the Doctor
- Prima televisiva: 14 gennaio 1964
- Diretto da: Jean Yarbrough
- Scritto da: Ed James, Seaman Jacobs

### Trama
- Guest star: Paul DeRolf (Paul Henderson), Adam West (dottor Clayton Harris), Russell Horton (Junior Hocker)

## Hooterville vs. Hollywood
- Prima televisiva: 21 gennaio 1964
- Diretto da: Jean Yarbrough
- Scritto da: Dick Wesson

### Trama
- Guest star: Don Beddoe (dottor Joseph Depew), Frank Cady (Sam Drucker), Adam West (dottor Clayton Harris)

## Visit From a Big Star
- Prima televisiva: 28 gennaio 1964
- Diretto da: Ralph Levy
- Scritto da: Bill Manhoff

### Trama
- Guest star: Jack Henderson (uomo di mezza età), Margaret Bert (Donna più anziana), John Vivyan (Lane Haggard), Joan Marshall (Lucy Wayne), Richard Murray (ragazzo), Jacque Palmer (Teenage girl), Jaclyn Carmichael (Ragazza), Vickie King (Teenage girl), Frank Cady (Sam Drucker)

## Last Chance Farm
- Prima televisiva: 4 febbraio 1964
- Diretto da: Guy Scarpitta
- Scritto da: Harry Winkler, Hannibal Coons

### Trama
- Guest star: Dorothy Konrad (Henrietta Boswell), Pearl Shear (Gertrude Hawley), Don Brodie (Mr. Begley)

## The Very Old Antique
- Prima televisiva: 11 febbraio 1964
- Diretto da: Jean Yarbrough
- Scritto da: Jack Raymond

### Trama
- Guest star: Everett Sloane (Philip Waterhouse), Dick Patterson (Mr. Cassidy), Charles Lane (Homer Bedloe)

## The Art Game
- Prima televisiva: 18 febbraio 1964
- Diretto da: Guy Scarpitta
- Scritto da: Jerry Seelen, Leo Rifkin

### Trama
- Guest star: Olan Soule (Mr. Parks), Lyle Talbot (Mr. Cheever), Ian Wolfe (E.T. Gibbs)

## Betty Jo's First Love
- Prima televisiva: 25 febbraio 1964
- Diretto da: Guy Scarpitta
- Scritto da: Harry Winkler, Hannibal Coons

### Trama
- Guest star: Paul DeRolf (Paul Henderson), Jack Bannon (Roger Budd), Jimmy Hawkins (Orville Miggs)

## Behind All Silver, There's a Cloud Lining
- Prima televisiva: 3 marzo 1964
- Diretto da: Jean Yarbrough
- Scritto da: Martin Ragaway

### Trama
- Guest star: Roy Roberts (Norman Curtis), Charles Lane (Homer Bedloe), Karen Norris (Miss Hammond), Patrick Waltz (analizzatore), Glenn Strange (Hawley)

## The Talent Contest
- Prima televisiva: 10 marzo 1964
- Diretto da: David Alexander
- Scritto da: Dick Wesson

### Trama
- Guest star: Maxine Semon (Mable Snark), Nora Marlowe (Mrs. Whipple), Jay Ripley (Tad Whipple)

## Kate and the Manpower Problem
- Prima televisiva: 17 marzo 1964
- Diretto da: Guy Scarpitta
- Scritto da: Dick Wesson, Joel Kane

### Trama
- Guest star: Allen Ray (Tom Hartley), Jess Kirkpatrick (Rev. Mimms), Walter Reed (Grover Woodstock), Robert Carson (Wilbur Spriggs), Rosemary DeCamp (Emily Mapes), Richard Norris (rappresentante), Robert Riordan (Avery Mapes)

## The Ladybugs
- Prima televisiva: 24 marzo 1964
- Diretto da: Donald O'Connor
- Scritto da: Paul Henning, Mark Tuttle

### Trama
- Guest star: Paul DeRolf (Paul Henderson), Stephen Ellsworth (Hopper), Mike Ross (sceriffo Ragsdale), Jack Bannon (Roger Budd), Don Washbrook (Herbie Bates), Sheila James Kuehl (Sally Ragsdale)

## The Hooterville Flivverball
- Prima televisiva: 31 marzo 1964
- Diretto da: Jean Yarbrough
- Scritto da: Hannibal Coons, Harry Winkler

### Trama
- Guest star: Jimmy Hawkins (Orville Miggs)

## Kate the Stockholder
- Prima televisiva: 7 aprile 1964
- Diretto da: David Alexander
- Scritto da: Jerry Seelen, Leo Rifkin

### Trama
- Guest star: Lauren Gilbert (JB Giddings), Ned Wever (Stockholder), Jack Bannon (Roger Budd), Paul DeRolf (Paul Henderson), William Lally (Stockholder), Charles Lane (Homer Bedloe)

## Kate and the Dowager
- Prima televisiva: 14 aprile 1964
- Diretto da: Dick Wesson
- Scritto da: Dick Wesson

### Trama
- Guest star: Doris Packer (Clara Watkins), Peter Brooks (Sonny Watkins), Jonathan Hole (Mr. Bunce)

## Charley Abandons the Cannonball
- Prima televisiva: 21 aprile 1964
- Diretto da: David Alexander
- Scritto da: Harry Winkler, Hannibal Coons

### Trama
- Guest star: Bob Hastings (Bill Tuttle), Jimmy Hawkins (Orville Miggs)

## Dog Days at Shady Rest
- Prima televisiva: 28 aprile 1964
- Diretto da: David Alexander
- Scritto da: Andy White

### Trama
- Guest star: Charles Lane (Homer Bedloe), Roy Roberts (Norman Curtis), Jimmy Hawkins (Orville Miggs), Donald Kerr (rappresentante)

## A Millionaire for Kate
- Prima televisiva: 5 maggio 1964
- Diretto da: Richard L. Bare
- Scritto da: Martin Ragaway

### Trama
- Guest star: Hayden Rorke (H.J. Grant), Mike Ross (sceriffo Ragsdale), Maxine Semon (Mabel Snark), Gladys Holland (Georgette), Jimmy Hawkins (Orville Miggs)

## Bedloe and Son
- Prima televisiva: 12 maggio 1964
- Diretto da: Dick Wesson
- Scritto da: Dick Wesson

### Trama
- Guest star: Charles Lane (Homer Bedloe), Steve Franken (Homer Bedloe Jr.)

## Local Girl Makes Good
- Prima televisiva: 19 maggio 1964
- Diretto da: David Alexander
- Scritto da: Leo Rifkin, Jerry Seelen

### Trama
- Guest star: Bart Patton (Phil), Peter Hansen (Steve), Elena Verdugo (Mary Jane Hastings), Jack Bannon (Roger Budd)

## Cave Woman
- Prima televisiva: 26 maggio 1964
- Diretto da: Guy Scarpitta
- Scritto da: Richard Baer, Joel Kane

### Trama
- Guest star: John Clarke (Brooks Webster), Andy Albin (Ding Woodhouse)

## Kate Flat on Her Back
- Prima televisiva: 2 giugno 1964
- Diretto da: Guy Scarpitta
- Scritto da: Joel Kane

### Trama
- Guest star: Barry Kelley (Hurley Feasel), Don Dubbins (Smokey Harner), Willis Bouchey (dottor John Rhone)

## The Genghis Keane Story
- Prima televisiva: 9 giugno 1964
- Diretto da: Jean Yarbrough
- Scritto da: Jack Raymond

### Trama
- Guest star: Eddie Quillan (Mort), Barbara Pepper (Ruth Ziffel), Lurene Tuttle (Adelaide Keane), Ken Osmond (Harold Boggs), Hank Patterson (Fred Ziffel)